# Le Mas-d'Azil (tổng)
Tổng Mas-d'Azil là một tổng của Pháp nằm ở tỉnh Ariège trong vùng Occitanie.
Tổng này được tổ chức xung quanh Mas-d'Azil ở quận Pamiers. Độ cao biến thiên từ 232 m (Thouars-sur-Arize) đến 751 m (Camarade) với độ cao trung bình là 325 m.

## Hành chính
| Giai đoạn | Ủy viên          | Đảng               | Tư cách                                                        |
| --------- | ---------------- | ------------------ | -------------------------------------------------------------- |
| 2004-2011 | Raymond Berdou   | Đảng xã hội Pháp   | Thị trưởng Mas Azil                                            |
| 1998-2004 | Raymond Berdou   | Đảng xã hội Pháp   | Thị trưởng Camarade                                            |
| 1992-1998 | Raymond Berdou   | Đảng xã hội Pháp   | Thị trưởng Camarade                                            |
| 1986-1992 | André Saint-Paul | Đảng xã hội Pháp]] | Thị trưởng Mas Azil                                            |
| 1985-1986 | Michel Poujol    | PS                 |                                                                |
| 1945-1985 | André Saint-Paul | Đảng xã hội Pháp   | Đại biểu Ariège, chủ tịch tổng hội đồng, thị trưởng Mas d'Azil |

## Các đơn vị hành chính
Le canton du Mas-d'Azil bao gồm 14 xã với dân số 3 798 người (điều tra năm 1999, dân số không tính trùng).
| Xã                    | Dân số | Mã bưu chính | Mã insee |
| --------------------- | ------ | ------------ | -------- |
| La Bastide-de-Besplas | 294    | 09350        | 09038    |
| Les Bordes-sur-Arize  | 513    | 09350        | 09061    |
| Camarade              | 157    | 09290        | 09073    |
| Campagne-sur-Arize    | 281    | 09350        | 09075    |
| Castex                | 73     | 09350        | 09084    |
| Daumazan-sur-Arize    | 657    | 09350        | 09105    |
| Fornex                | 126    | 09350        | 09123    |
| Gabre                 | 92     | 09290        | 09127    |
| Loubaut               | 21     | 09350        | 09172    |
| Le Mas-d'Azil         | 1 117  | 09290        | 09181    |
| Méras                 | 61     | 09350        | 09186    |
| Montfa                | 72     | 09350        | 09205    |
| Sabarat               | 284    | 09350        | 09253    |
| Thouars-sur-Arize     | 50     | 09350        | 09310    |

## Thông tin nhân khẩu
| 1962                                                     | 1968  | 1975  | 1982  | 1990  | 1999  |
| -------------------------------------------------------- | ----- | ----- | ----- | ----- | ----- |
| 4 332                                                    | 4 600 | 4 243 | 3 917 | 3 866 | 3 798 |
| Nombre retenu à partir de 1962 : dân số không tính trùng |       |       |       |       |       |